# Nematostella vectensis
Espèce
Synonymes
- Nematostella pellucida (Crowell, 1946)[2]
- Nematostella pellucida Crowell, 1946[1]

Statut de conservation UICN

 VU A1ce : Vulnérable
Nematostella vectensis, communément appelé anémone étoilée, est une espèce d'anémones de mer.

## Répartition
Nematostella vectensis est originaire de la côte  des États-Unis mais des populations ont été introduites le long des côtes du sud de l'Angleterre et de la côte ouest des États-Unis et d'autres populations ont été découvertes en Nouvelle-Écosse au Canada. 

## Description
L'anémone étoilée possède à l'une de ses extrémités un bulbe basal et est constituée d'une colonne contractile d'environ 2 cm (mais moins de 6 cm) qui lui permet de s'agripper à la vase. En haut de cette colonne se trouve un disque oral qui contient une bouche entourée de deux rangées de tentacules (généralement 16 mais pouvant aller jusqu'à 20). La couleur générale est gris-clair tirant sur le blanc, mais l'ingestion récente de nourriture peut temporairement affecter la pigmentation.
Le génome de Nematostella vectensis a été séquencé.

## Publication originale
(en) Thomas Alan Stephenson, The British Sea Anemones, vol. 53, t. 2, Londres, The Ray Society, 1935.